# Soh Wooi Yik

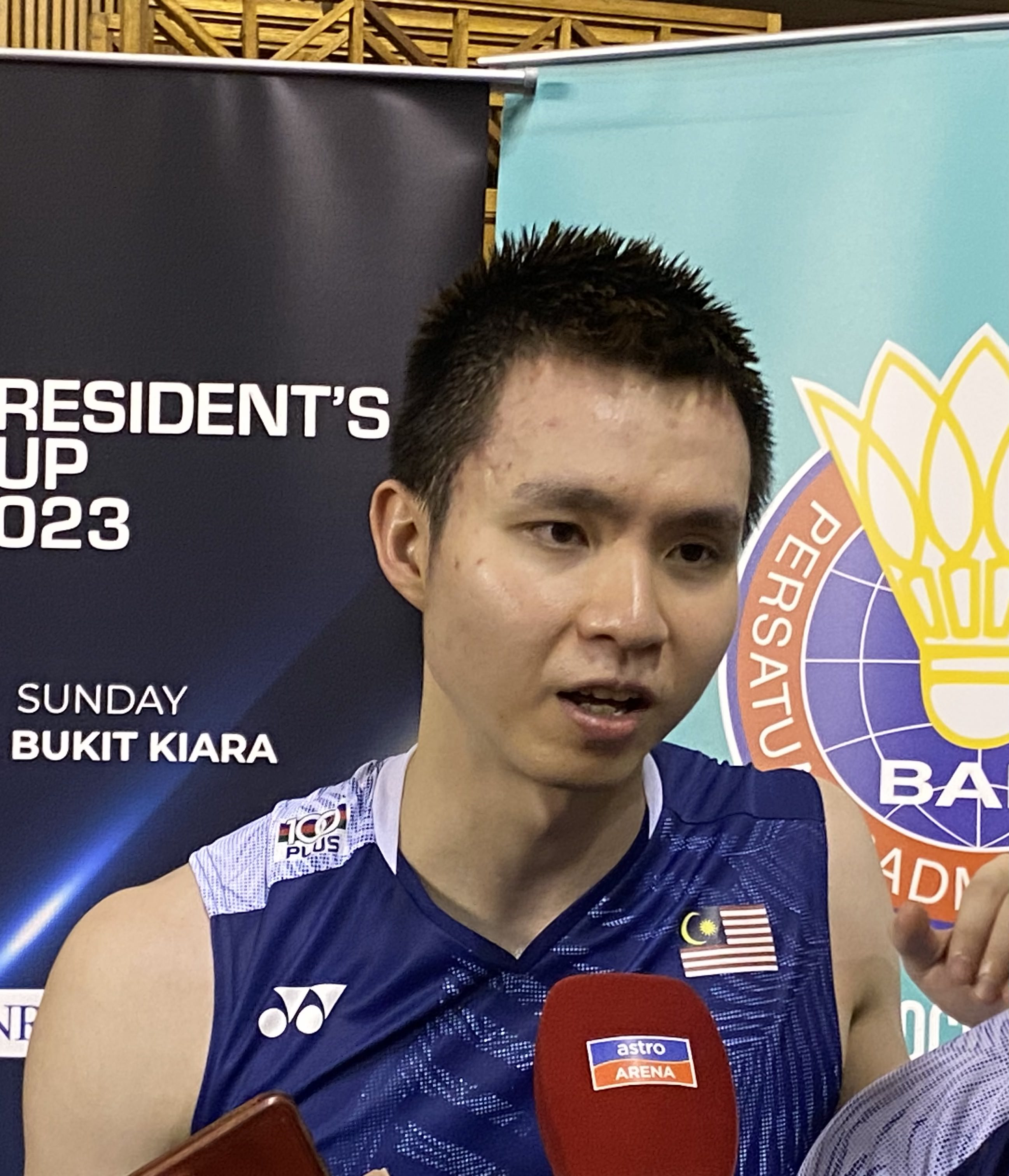
Soh Wooi Yik, 2023

Soh Wooi Yik (* 17. Februar 1998 in Kuala Lumpur) ist ein malaysischer Badmintonspieler.

## Karriere
Soh Wooi Yik wurde bei den Waikato International 2017 Zweiter ebenso wie bei der Malaysia International Series 2017 und den Vietnam International 2018. Bei den prestigeträchtigen All England gewann er 2019 ebenfalls Silber. Ein Jahr später reichte es dort jedoch nur noch zu Rang fünf. 2021 qualifizierte er sich für die Olympischen Sommerspiele des gleichen Jahres. 2022 wurde er Weltmeister im Herrendoppel. Bei den Olympischen Spielen 2024 in Paris gewann er die Bronzemedaille.
Seit 2018 tritt er im Doppel gemeinsam mit Aaron Chia Teng Fong an.

## Sportliche Erfolge
| Saison | Veranstaltung                       | Disziplin | Platz | Name                                 |
| ------ | ----------------------------------- | --------- | ----- | ------------------------------------ |
| 2012   | Juniorenasienmeisterschaft U15 2012 | MD        | 2     | Soh Wooi Yik / Lee Zii Jia           |
| 2012   | Juniorenasienmeisterschaft U15 2012 | MS        | 2     | Soh Wooi Yik                         |
| 2014   | ASEAN School Games 2014             | XD        | 1     | Soh Wooi Yik / Thinaah Muralitharan  |
| 2014   | Malaysia Junior International 2014  | MD        | 1     | Tan Jia Wei / Soh Wooi Yik           |
| 2015   | ASEAN School Games 2015             | MD        | 1     | Ooi Zi Heng / Soh Wooi Yik           |
| 2015   | ASEAN School Games 2015             | XD        | 3     | Soh Wooi Yik / Anna Cheong Ching Yik |
| 2015   | Malaysia Junior International 2015  | MD        | 2     | Aaron Chia Teng Fong / Soh Wooi Yik  |
| 2016   | Indonesia Junior International 2016 | MD        | 3     | Ooi Zi Heng / Soh Wooi Yik           |
| 2016   | Malaysia Junior International 2016  | MD        | 3     | Ooi Zi Heng / Soh Wooi Yik           |
| 2016   | Juniorenasienmeisterschaft 2016     | MD        | 3     | Ooi Zi Heng / Soh Wooi Yik           |
| 2017   | Waikato International 2017          | MD        | 2     | Chen Tang Jie / Soh Wooi Yik         |
| 2017   | Malaysia International Series 2017  | MD        | 2     | Chen Tang Jie / Soh Wooi Yik         |
| 2018   | Juniorenweltmeisterschaft 2018      | MD        | 5     | Aaron Chia Teng Fong / Soh Wooi Yik  |
| 2018   | Vietnam International 2018          | MD        | 2     | Aaron Chia Teng Fong / Soh Wooi Yik  |
| 2019   | All England 2019                    | MD        | 2     | Aaron Chia Teng Fong / Soh Wooi Yik  |
| 2019   | Malaysia Masters 2019               | MD        | 3     | Aaron Chia Teng Fong / Soh Wooi Yik  |
| 2020   | All England 2020                    | MD        | 5     | Aaron Chia Teng Fong / Soh Wooi Yik  |
| 2022   | Weltmeisterschaft                   | MD        | 1     | Aaron Chia Teng Fong / Soh Wooi Yik  |
| 2024   | Olympische Spiele                   | MD        | 3     | Aaron Chia Teng Fong / Soh Wooi Yik  |